# (1796) Рига
(1796) Рига (лат. Riga) — астероид из внешней части главного пояса, который был открыт 16 мая 1966 года советским астрономом Николаем Черных в Крымской астрофизической обсерватории и назван в честь столицы Латвии, города Рига.

Орбита астероида Рига и его положение в Солнечной системе
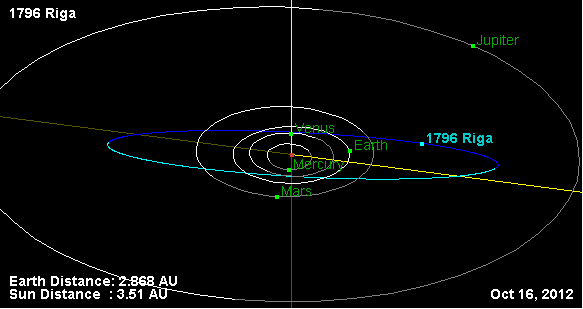
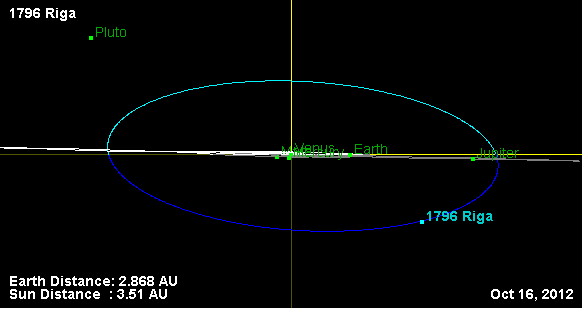

В 2013 году новый ископаемый вид мух Riga toni (найденный в ровенском янтаре) был назван в честь этого астероида.